# Manoir de La Carmerie
Le manoir de la Carmerie est un manoir situé à Savonnières (Indre-et-Loire) et inscrit aux monuments historiques le 27 juin 1962.